# Faial
Faial (od drzewka Myrica Faya Aiton z rodziny woskownicowatych, porastającego obficie okolicę) – portugalska wyspa wulkaniczna w centralnej części zaliczanego do Makaronezji archipelagu azorskiego, położona naprzeciw charakterystycznego stratowulkanu Pico, oddzielonego od niej cieśniną o średniej szerokości 3 km, w której dużą atrakcję turystyczną stanowią obecnie liczne delfiny zwyczajne, sejwale i kaszaloty. Powierzchnia wyspy wynosi 173 km², a jej przeciętne wymiary to 20 km długości i 25 km szerokości. Najwyższy punkt stanowi wierzchołek Cabeço Gordo (dosłownie Gruba Głowa), wznoszący się na wysokość 1043 m n.p.m. Na zachodnim skraju wyspy znajduje się latarnia morska Ponta dos Capelinhos. Spośród lokalnych wydarzeń historycznych na uwagę zasługuje stosunkowo duża liczba flamandzkich osadników, którzy zasiedlali wyspę począwszy od XV wieku, oraz erupcja Vulcão dos Capelinhos z 1957 roku, w wyniku której powierzchnia wyspy zwiększyła się o niecałe 1,5 km². Stolicą Faial jest miasteczko Horta, skupiające 6636 z niecałych 15 tysięcy aktualnych mieszkańców wyspy - jest to zarazem popularne miejsce postoju dla jachtów, przemierzających Atlantyk.
Ludność wyspy zajmuje hodowlą bydła oraz uprawą winorośli i kukurydzy.